# Набэсима, Наоясу
Наоясу Набэсима (яп. 鍋島 直泰 Набэсима Наоясу, 3 октября 1907 — 1 апреля 1981) — японский государственный деятель, 13-й глава рода Набэсима, маркиз (1943—1947), член Палаты пэров Японии (1943—1947).

## Биография
Родился в семье Наомицу Набэсимы, 12-го главы рода Набэсима и Садако, второй дочери Нагатомо Куроды, 12-го даймё Фукуоки. В 1931 году окончил факультет литературы Токийского императорского университета. В 1933 году Наоясу поступил на службу в Министерство императорского двора.
28 декабря 1943 года после смерти своего отца Наоясу стал следующим главой рода Набэсима и унаследовал титул маркиза (косяку). В тот же день он стал членом Палаты пэров и оставался на этом посту до упразднения Палаты пэров 2 мая 1947 года.
Наоясу Набэсима был заядлым гольфистом и трижды подряд выигрывал чемпионат Японии среди любителей с 1933 по 1935 год. Являлся членом гольф-клуба города Каруидзава. Наоясу знаменит своей обширной коллекцией бабочек и рядом исследований, написанных по ним. Также являлся автолюбителем, и в 1935 году импортировал Hispano-Suiza K6 с голым шасси (без кузова) и потратил около полугода на изготовление и установку двухдверного кузова купе, спроектированного им самим в собственной резиденции. В 1983 году Hispano-Suiza K6 был передан музею префектуры Сага, и около 25 лет экспонировался в зале на первом этаже музея, но в 2008 году было решено передать его на хранение в музей Тойота.

## Семья
Наоясу был женат на Асаке-но-мии Кикуко (1911—1989), старшей дочери принца Асаки-но-мии Ясухико. Их сын, Наомото Набэсима (1936—2008), директор Японской ассоциации гольфистов.